# Top Office
Top Office est une chaîne de magasins de fournitures et de matériels de bureau créée en 1996. Le site Internet a été créé quant à lui en 2003 et la marque a été précurseur dans la mise en place d'un drive dans le domaine des fournitures de bureau et fournitures scolaires.

## Histoire
Top Office est née de la volonté de Patrick Mulliez et d'André Guilbert, de renforcer leur présence sur le marché de la vente de matériel et de fournitures de bureau, ainsi que de fournitures scolaires.
C'est en 1996 que sera ouvert le premier magasin, dans la commune de Villeneuve-d'Ascq et en 2015, l'entreprise compte 38 magasins répartis sur le territoire français. Le site de commerce en ligne de l'entreprise est mis en ligne en 2003 et à partir de 2012, Top Office commence à vendre des produits sous sa marque et instaure le concept du drive.
En 2013, la marque innove en installant des imprimantes 3D dans plusieurs de ses magasins,, puis des scanners en 2014.
À partir de 2015, l'enseigne propose dans ses magasins, du matériel informatique en leasing (offre de location de matériel informatique sur 24 mois avec une option d'achat)[source insuffisante]
. Ce système sera toutefois abandonné au profit d'un mode de leasing sur 36 mois sans option d'achat (information venant directement d'un magasin). Fin 2018, le principe du leasing a été totalement abandonné.
Le format des magasins de la marque prend deux formes : les magasins propres (appartenant à la marque Top Office, soit 38 fin 2018) et les magasins franchisés.
Raphaël Vanneste qui était présent depuis le 26 août 2010 quitte la société en septembre 2018. Il a été remplacé temporairement par Guy-Marc Beaude.
Pierre Lelard est le directeur général actuel de Top office, arrivé le 2 mai 2019.
En novembre 2018, un nouvel entrepôt au sud de Lille de 6 000 m2 est construit[source insuffisante].
Le 11 avril 2023, l’enseigne annonce être en négociations avec un de ses affiliés et Adveo (groupe  comprenant les enseignes Calipage, Buro+ et Plein Ciel) pour la reprise de ses activités.

## Activité, rentabilité, effectif
|                                           | 2014 | 2015 | 2016 | 2017 | 2018 | 2019 | 2020 | 2021 |
| ----------------------------------------- | ---- | ---- | ---- | ---- | ---- | ---- | ---- | ---- |
| Chiffre d'affaires en millions d'euros    | 100  | 105  | 105  | 101  | 97   | 93   | 81   | 75   |
| Résultat net en millions d'euros (+ ou -) | -1,4 | -1,6 | -0,5 | -3,5 | -3,4 | -2,8 | -9,7 | -2,8 |
| Effectif moyen annuel                     | 379  | 406  | NC   | 394  | 389  | NC   | 355  | 260  |